# Oliarus kieferi
Oliarus kieferi är en insektsart som beskrevs av Mead 1981. Oliarus kieferi ingår i släktet Oliarus och familjen kilstritar. Inga underarter finns listade i Catalogue of Life.